# Institut for Engelsk, Germansk og Romansk
Institut for Engelsk, Germansk og Romansk er et institut under Det Humanistiske Fakultet på Københavns Universitet. Oprettet 1. maj 2004 efter en sammenlægning af Engelsk Institut, Romansk Institut og Institut for Tysk og Nederlandsk.

## Eksterne links
- Instituttets hjemmeside

| Skole | Spire Denne artikel om en skole, en uddannelsesinstitution eller uddannelse er en spire som bør udbygges. Du er velkommen til at hjælpe Wikipedia ved at udvide den. |

|  | Denne artikel kan blive bedre, hvis der indsættes geografiske koordinater Denne artikel omhandler et emne, som har en geografisk lokation. Du kan hjælpe ved at indsætte koordinater i wikidata. |